# Хронологічний список найбільших оптичних телескопів
Хронологічний список найбільших оптичних телескопів включає всі телескопи, які на момент створення мали найбільший в історії діаметр об'єктива (апертуру). Телескопи в списку перераховані в хронологічній послідовності, так що кожний наступний телескоп має більший розмір, ніж попередній.
| Назва                                    | Діаметр | Творець                      | Місце                                             | Рік       |
| ---------------------------------------- | ------- | ---------------------------- | ------------------------------------------------- | --------- |
| Телескоп Ганса Ліпперсгея                | ?       | Ганс Ліпперсгей              | Мідделбург, Нідерланди                            | 1608      |
| Телескоп Галілея 1609 року               | 1.5 cm  | Галілео Галілей              | Італія                                            | 1609      |
| Телескоп Галілея 1612 року               | 2.6 cm  | Галілео Галілей              | Італія                                            | 1612      |
| Телескоп Галілея 1620 року               | 3.8 cm  | Галілео Галілей              | Італія                                            | 1620      |
| Шайнерівський геліоскоп Гевелія          | 6 cm    | Ян Гевелій                   | Гданськ, Польща                                   | 1638      |
| Рефрактор Гевелія                        | 12 cm   | Ян Гевелій                   | Гданськ, Польща                                   | 1645      |
| Рефлектор Гука                           | 18 cm   | Роберт Гук                   | Велика Британія                                   | 16??      |
| 210-футовий рефрактор Християна Гюйгенса | 19 cm   | Християн Гюйгенс             | Нідерланди                                        | 1686      |
| 170-футовий рефрактор Християна Гюйгенса | 20 cm   | Християн Гюйгенс             | Нідерланди                                        | 1686      |
| 210-футовий рефрактор Християна Гюйгенса | 22 cm   | Християн Гюйгенс             | Нідерланди                                        | 1686      |
| Грегоріанський рефлектор Джеймса Шорта   | 38 cm   | Джеймс Шорт                  | Велика Британія                                   | 1734      |
| Грегоріанський рефлектор Джеймса Шорта   | 50 cm   | Джеймс Шорт                  | Велика Британія                                   | 1750      |
| Грегоріанський рефлектор отця Ноеля      | 60 cm   | Ніколас Ноель                | Париж, Франція                                    | 1761      |
| Грегоріанський рефлектор Джона Мітчелла  | 75 cm   | Джон Мічелл                  | Йоркшир, Велика Британія                          | 1780–1789 |
| 40-футовий телескоп Гершеля              | 1.26 м  | Фрідріх Вільям Гершель       | Обсерваторі-Гаус, Англія, Велика Британія         | 1789–1815 |
| Левіафан                                 | 1.83 м  | Вільям Парсонс               | Замок Бірр; Ірландія                              | 1845      |
| Телескоп Гукер                           | 2.54 м  | США                          | Обсерваторія Маунт-Вілсон, Каліфорнія, США        | 1917      |
| Телескоп Гейла                           | 5.08 м  | США                          | Паломарська обсерваторія, США                     | 1948      |
| BTA-6                                    | 6 м     | СССР                         | Зеленчуцька, Росія                                | 1976      |
| Кек 1                                    | 10 м    | США                          | Обсерваторія Мауна-Кеа, Гаваї, США                | 1993      |
| Великий телескоп Канарських островів     | 10.4 м  | Іспанія (90 %), Мексика, США | Обсерваторія Роке-де-лос-Мучачос, Канари, Іспанія | 2009      |